# Zürichi-tó
A Zürichi-tó (németül: Zürichsee) Svájc északkeleti területén, Mittellandban fekvő állóvíz. Területe: 88,66 km². Tengerszint feletti magassága: 409 m. Hossza 40 km, szélessége: 3,8 km. A mélyebb tavak közé tartozik, mélysége 143 m. Formája sarlóra emlékeztet. Elsősorban a Linth folyó, emellett pedig még kisebb patakok táplálják. 
Települések a tó partján: 
- Thalwil
- Zürich
- Horgen
- Wädenswil
- Rapperswil
- Zollikon
- Lachen.

E parton épült falvak, városok szinte teljesen egybeépültek. 